# Jacura (khu tự quản)
Jacura là một khu tự quản thuộc bang Falcón, Venezuela. Thủ phủ của khu tự quản Jacura đóng tại Jacura. Khự tự quản Jacura có diện tích 1842 km2, dân số theo điều tra dân số ngày 21 tháng 10 năm 2001 là 11500 người.